# Hanna Kasprzyk
Hanna Maria Kasprzyk – polska informatyczka, działaczka opozycji demokratycznej w PRL.

## Życiorys
Ukończyła kierunek Informatyka na Wydziale Matematyki, Informatyki i Mechaniki Uniwersytetu Warszawskiego. Od początku istnienia Gazety Wyborczej (w 1989 roku) pracowała przez wiele lat jako informatyk w jej redakcji. Obecnie prowadzi firmę doradczą „HaKa”, specjalizującą się w zarządzaniu projektami i inżynierią oprogramowania.
Będąc studentką, zgłosiła się w pierwszych dniach stanu wojennego do Prymasowskiego Komitetu Pomocy Osobom Pozbawionym Wolności i ich Rodzinom do pracy przy pomocy dla osób uwięzionych w obozach internowania. Po pewnym czasie Ludwika Wujec zaproponowała jej pracę dla podziemia niepodległościowego. Początkowo zajmowała się dostarczaniem materiałów poligraficznych (blach, matryc i diapozytywów) do skrzynek obsługiwanych przez podziemne drukarnie. Około 1985 roku weszła do zespołu (wraz z Ewą Klupsz) kierowanego przez Mieczysława Prószyńskiego pracującego nad informatyzacją redakcji Tygodnika Mazowsze – dzięki niemu to podziemne wydawnictwo jako pierwsze w Polsce było składane za pomocą programu komputerowego. Program ten zawierał moduł dzielący wyrazy na sylaby, by umożliwić ich przenoszenie między wierszami – był to prawdopodobnie pierwszy taki poprawnie działający moduł w dziejach oprogramowania w języku polskim.

## Order
13 grudnia 2014 roku prezydent Bronisław Komorowski po postanowieniu z dnia 22 sierpnia 2014 roku odznaczył Hannę Kasprzyk Krzyżem Kawalerskim Orderu Odrodzenia Polski za wybitne zasługi w działalności na rzecz przemian demokratycznych w Polsce, za osiągnięcia w podejmowanej z pożytkiem dla kraju pracy zawodowej i społecznej.